# Petit-Cactus
Petit-Cactus est une série de bande dessinée franco-belge créé en 1968 par Salvérius et Paul Deliège dans le no 1577 du journal Spirou sous forme de mini-récit.